# Exoprosopa onusta
Exoprosopa onusta är en tvåvingeart som först beskrevs av Walker 1852.  Exoprosopa onusta ingår i släktet Exoprosopa och familjen svävflugor. Inga underarter finns listade i Catalogue of Life.